# Enseñar a un sinvergüenza
Enseñar a un sinvergüenza és una pel·lícula de comèdia espanyola del 1970 dirigida per Agustín Navarro Cano, coautor del guió com a adaptació de l'obra de teatre homònima d'Alfonso Paso i protagonitzada per Pepe Rubio i Carmen Sevilla.

## Sinopsi
Rosana Cubero és una professora força atractiva que ha anat perdent la joventut per la seva disciplina amb l'estudi. Sobtadament entra a la seva vida Lorenzo Vega, un perfecte barrut i poca-vergonya que viu del joc i de fer alguns treballs com a fotògraf. Com que cap dels dos ha conegut a ningú tan oposat a ell com ells dos, s'enamoren perdudament.

## Repartiment
- Carmen Sevilla	...	Rosana Cubero
- Pepe Rubio	...	Lorenzo Vega
- Mari Carmen Prendes...	Margarita - Mare de Rosana
- Manuel Alexandre	...	Gregorio - Pare de Rosana
- José Luis Coll	...	Paco
- Tina Sáinz...	Loli
- Carmen Martínez Sierra	...	Empleada dels lavabos
- Rafael Hernández	...	Taxista

## Premis
Carmen Sevilla va rebre el premi a la millor actriu als Premis del Sindicat Nacional de l'Espectacle de 1970.